# 스웨덴 메탈 에이드
스웨덴 메탈 에이드(Swedish Metal Aid)는 에티오피아의 기아에 시달리는 사람들을 위해 싱글을 녹음하기 위해 1985년에 결성된 스웨덴의 하드 록밴드이다. 29개 밴드의 약 80명의 스웨덴 하드 로커가 이 앨범에 참여하여 50,000장이 판매되었다. 수익금은 구호 활동에 직접 사용되었다. 
록밴드 유럽의 조이 템페스트는 음반의 A면인 록 발라드 " Give a Helpin' Hand "를 작곡했다. 싱글의 B면에는 모든 리드 싱어의 사인이 담겨 있다.